# Ignacio Fotheringham

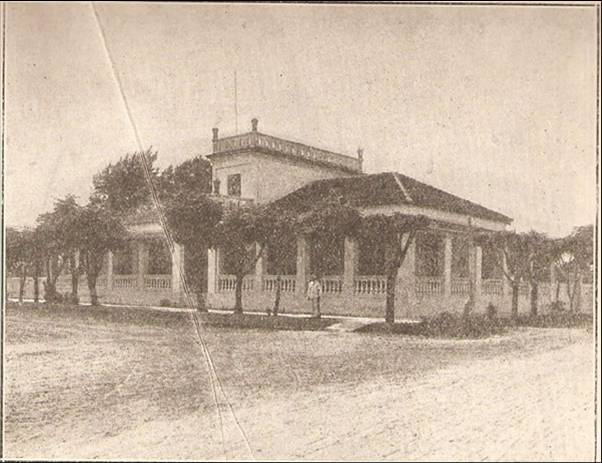
Fotografía de la que fuese su residencia, en la Provincia de Formosa; la imagen data de 1926.

Ignacio Hamilton Fotheringham (Southampton, 11 de septiembre de 1842 – Río Cuarto, 14 de octubre de 1925) fue un militar argentino de origen británico que participó en la Guerra del Paraguay, la guerras civiles argentinas y la Conquista del Desierto. Fue gobernador del territorio nacional del Gran Chaco y el primer gobernador del territorio nacional de Formosa. Terminó su carrera como general de división.

## Biografía
Hijo de Robert Hamilton Fotheringham y Agnes Mary Huddleston, era un adolescente rebelde a quien su padre obligó a alistarse en la escuadra de marina de la India Oriental. Un incidente en una mezquita, en que se negó a descalzarse como prescribe la costumbre islámica, derivó en escándalo y fue dado de baja.
De regreso a Inglaterra se encontró con Manuelita Rosas, quien le regaló un poncho y le entregó recomendaciones para emplearse en la estancia Los Cerrillos, en Monte, provincia de Buenos Aires (Argentina). Ésta había sido propiedad de Juan Manuel de Rosas y en esa época pertenecía a la familia de Máximo Terrero, el esposo de Manuelita.
Llegó a Buenos Aires en 1863, pero la vida en el campo no le resultó agradable. Al saber que había estallado la Guerra del Paraguay se enroló como voluntario de las milicias rurales en la localidad de Lobos, donde tuvo el primer acercamiento con un militar argentino, el mayor Evergisto de Vergara, de quien se llevó la mejor impresion. El propio presidente Bartolomé Mitre, de quien el Mayor de Vergara era su edecán, lo incorporó al Ejército Argentino como subteniente, y lo unió a un batallón de infantería a las órdenes del coronel Keen.
Combatió en casi todas las batallas de la guerra, en Pehuajó, Estero Bellaco, Tuyutí, Boquerón y Curupaytí. Fue uno de los escasos oficiales que salvaron su vida en esa terrible derrota. Era amigo personal de Dominguito Sarmiento.
En 1867 participó de la represión de la Revolución de los Colorados, que había logrado controlar todas las provincias de Cuyo, combatiendo en la Batalla de San Ignacio, en que fue derrotado el caudillo Juan Saá. Durante los años siguientes estuvo destinado en diversos destinos en las provincias de Mendoza, San Juan y San Luis. Durante un tiempo fue subordinado de Lucio V. Mansilla en el sur de la provincia de Córdoba, a quien consideraba su amigo.
En 1871 fue ascendido al grado de mayor y participó en la lucha contra el caudillo entrerriano Ricardo López Jordán a órdenes de Julio Argentino Roca –a quien acompañaría durante nueve años– y luego combatió en la Batalla de Ñaembé.
Al año siguiente, dependiendo del mismo Roca, se incorporó a la frontera con los indígenas ranqueles en Río Cuarto y dirigió una breve expedición a las tolderías de Leuvucó. El 8 de mayo de 1873 contrajo matrimonio en la Iglesia parroquial de Río Cuarto con Adela Ordóñez.
Participó en la campaña de Roca contra la Revolución de 1874 y combatió en la Batalla de Santa Rosa, que le valió el ascenso al grado de teniente coronel. Fijó su domicilio en Río Cuarto y comandó varias campañas contra los ranqueles.
Al mando del Regimiento Nro. 7 de Infantería participó en la Conquista del Desierto en 1879. El suyo fue el primer regimiento en llegar al valle del río Negro, ocupando la Isla Grande de Choele Choel e izando en ella la bandera argentina. Cuando el general Roca llegó con su estado mayor a la confluencia entre los ríos Limay y Neuquén, ofreció a sus oficiales y soldados un premio por encontrar un vado para cruzar este último; el mayor Fábregas y el teniente coronel Fotheringham lo cruzaron, pero el premio fue para el oficial superior.
Participó de la represión de la Revolución de 1880 y tuvo especial participación en la Batalla de Barracas. Fue ascendido a coronel.
En 1883 fue nombrado gobernador del Territorio Nacional del Chaco, con capital en la ciudad de Formosa; y cuando ese territorio fue dividido, pasó a ser el primer gobernador del Territorio Nacional de Formosa.
Desde ese puesto participó en la campaña del general Benjamín Victorica, con la que se pacificó el territorio la región chaqueña, aún en manos de indígenas guaycurúes y wichíes. Fue ascendido a general en 1886, al año siguiente hizo un breve viaje a Europa, y permaneció en la gobernación formoseña hasta 1891.
En 1894 fue nombrado director del Arsenal de Guerra. En la época de la primera conscripción, en 1896, fue el comandante de la división Córdoba, con sede en los campos de Santa Catalina Holmberg, hoy sede del Batallón de Arsenales 604 “Teniente Coronel José María Rojas”. Poco tiempo después fue comandante militar de las provincias de Cuyo, en los años en que se temía una inminente guerra con Chile.
Se acogió al retiro militar en 1905 y se radicó en Río Cuarto, donde residió primeramente en la quinta que rodeaban las actuales calles Alsina, General Paz, Pedernera y Sobremonte, actual manzana donde se encuentra el Concejo Deliberante de la ciudad de Río Cuarto. Más tarde vivió en una casona de la calle Tucumán – hoy Fotheringham – número 176-78, en el lugar donde había estado la Comandancia de Frontera. El matrimonio Fotheringham le introdujo a la casona importantes reformas arquitectónicas, y allí funciona en la actualidad el Museo Histórico Regional de Río Cuarto.
Falleció en su casa de Río Cuarto el 14 de octubre de 1925. Sus restos descansan en el Cementerio de la Concepción de la Ciudad de Río Cuarto.
Dejó escritas tres obras, además de otras dos que fueron destruidas por orden de su viuda: la primera era una larga carta al general Luis María Campos con sus ideas sobre el futuro Colegio Militar de la Nación. La segunda era una novela en primera persona, relatando fantasiosamente la guerra que finalmente no estalló con Chile.
Su obra más importante fue una larga autobiografía, editada en 1902 con el nombre de La vida de un soldado y varias veces reeditada.